# ترانيم الميلاد

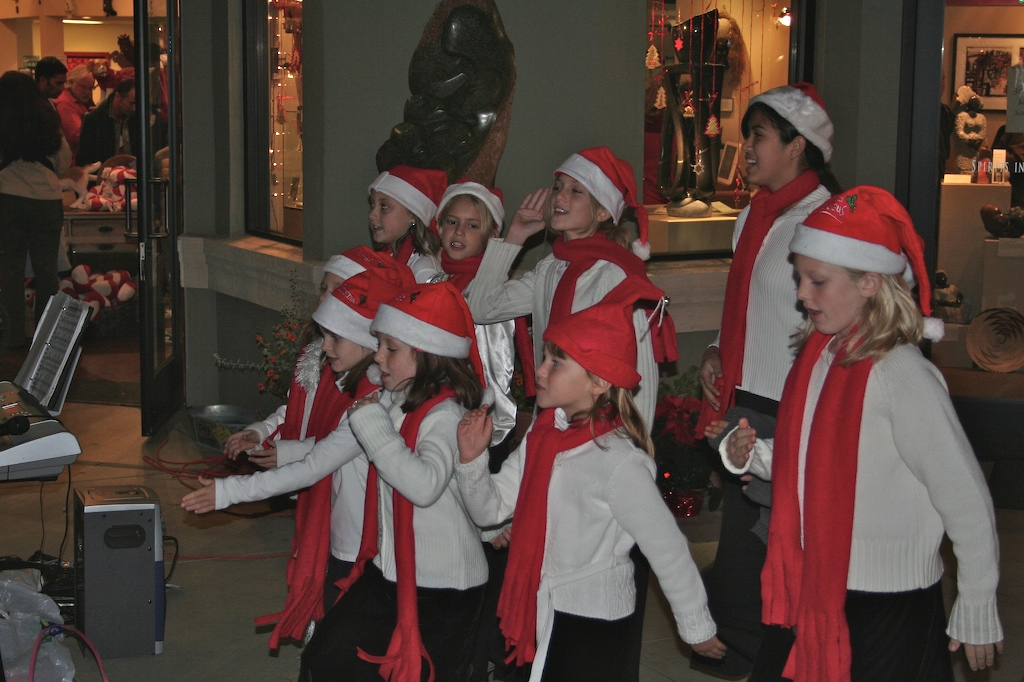
أطفال يغنون ترانيم الميلاد

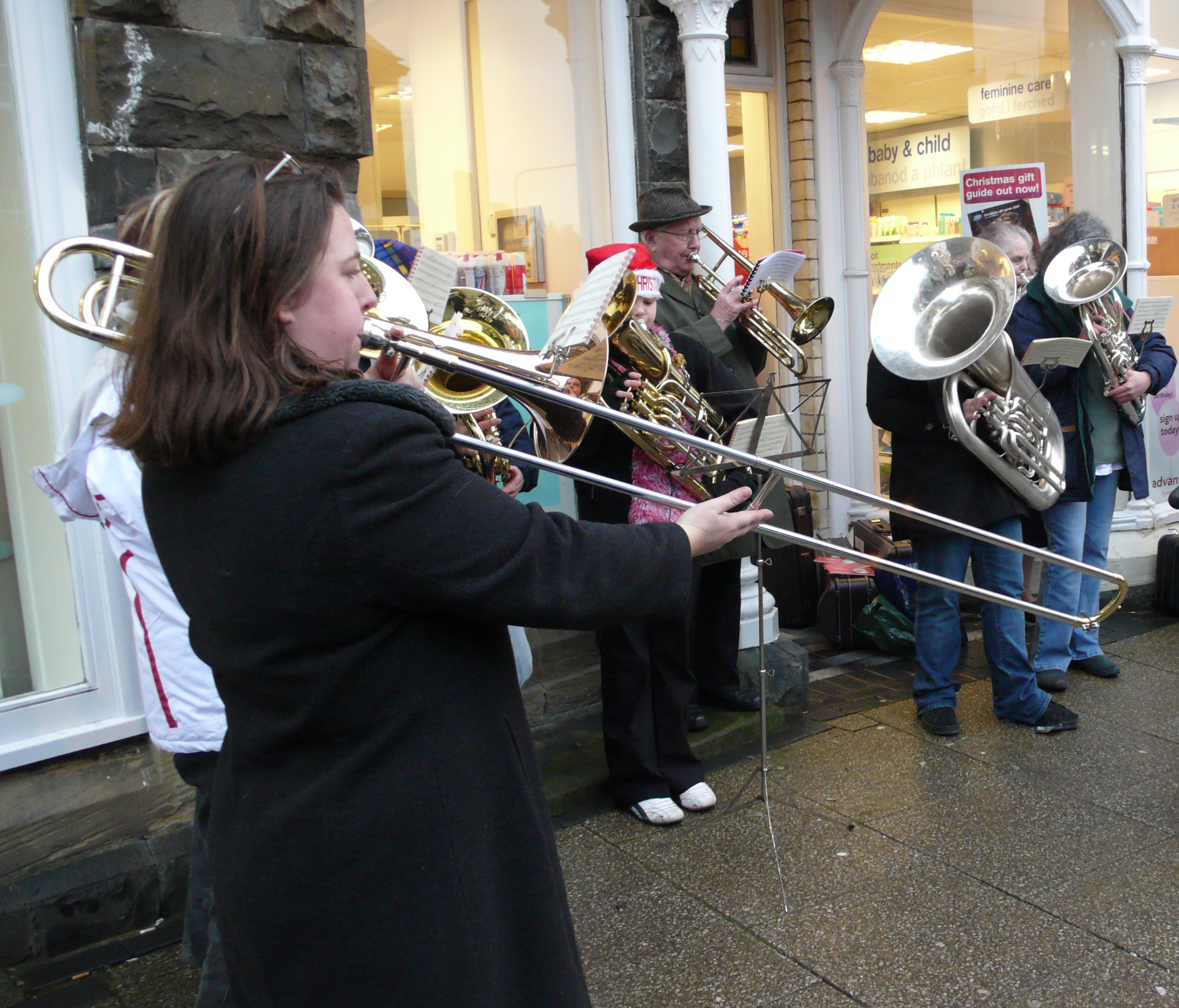
فرقة تعزف موسيقى الترانيم

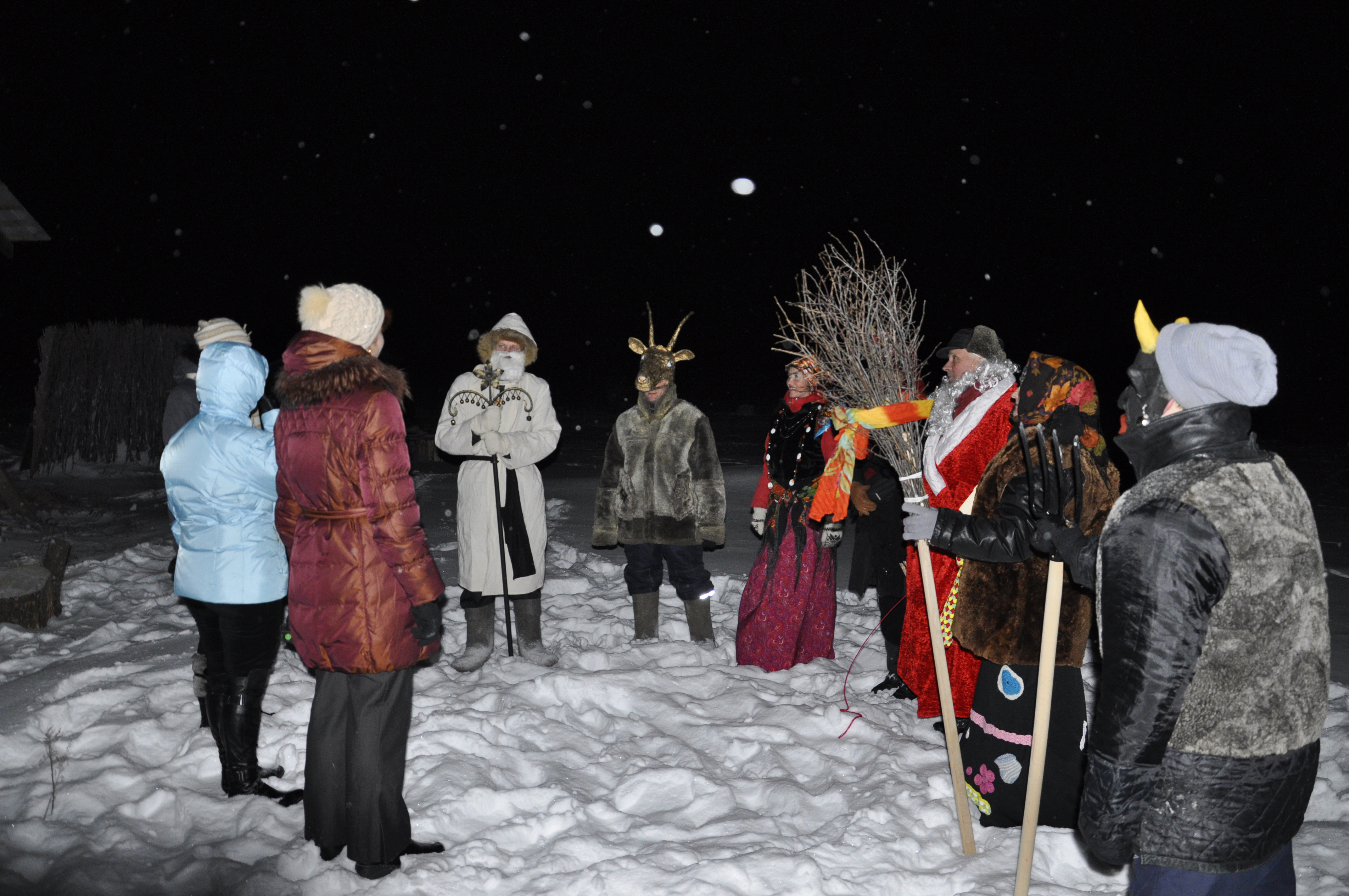
ترانيم الميلاد في روسيا.

ترنيمة عيد الميلاد (وتسمى أيضا نويل) هي أنشودة أو ترتيلة تدور كلماتها حول موضوع عيد الميلاد أو موسم الشتاء بشكل عام. تغنى عادة في فترة الأعياد. ويمكن اعتبار أناشيد عيد الميلاد كمجموعة فرعية من فئة أوسع هي موسيقى عيد الميلاد.

## تاريخياً

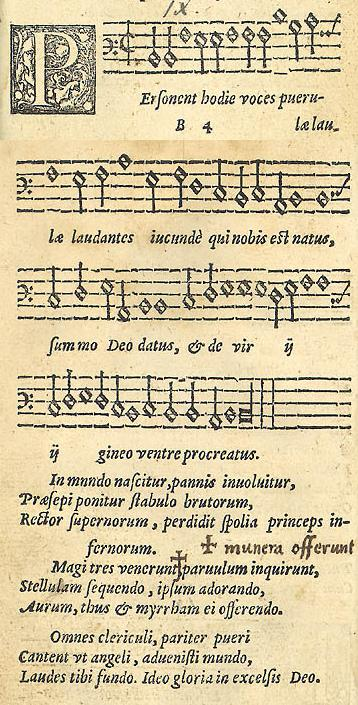
نسخة منشورة من عام 1582 للترنيمة اللاتينية "Personent hodie"

ظهرت أول تراتيل للأعياد المسيحية في القرن الرابع في روما. كانت التراتيل التي كتبها أمبروز رئيس أساقفة ميلانو تجسيد للعقيدة اللاهوتية المناهضة للآريوسية. هذا ولا تزال ترانيم الشاعر الإسباني برودينتيوس (Of the Father's love begotten) ترتل في بعض الكنائس اليوم
شكل عيد الميلاد على مر العصور، موضوعًا لعدد من الأناشيد والقصائد الملحنة في الكنيسة والمجتمع، لعلّ أفرام السرياني كان من أوائل من وضع قصائد ملحنة للميلاد حتى لقّب «شاعر الميلاد» ولا تزال الترانيم التي ألفها في هذا الصدد متداولة حتى اليوم في الكنائس ذات الطقس السرياني؛ في نفس الفترة أي بحلول القرن الرابع كان قد ظهر في أوروبا أيضًا مجموعة ترانيم خاصة بالعيد مثل «نور الأمم» (باللاتينية: Veni redemptor) وذلك على يد القديس أمبروسيوس أسقف ميلانو. كانت الأناشيد الأولى سواءً في الشرق أم الغرب تتخذ منحى المعاني اللاهوتية وتكثر من أخذ التصورات الإنجيلية، مثلاً ترنيمة «نور الأمم» تحفل بمقارعة المذهب الآريوسي التي كانت فترة كتابتها ذورة نشاطه. وفي الفترة نفسها كتب الشاعر الإسباني برودنتيوس المتوفى عام 413 قصيدة لا تزال مستعملة حتى الآن بعنوان «من محبة الآب أنجب» (باللاتينية: Corde natus ex Parentis).
ويعود للقرن التاسع والقرن العاشر انتشار عادة وضع قصائد ملحنة خاصة بعيد الميلاد في أوروبا الشمالية، ولبرنارد الكليرفوّي على وجه الخصوص يعود وضع عدد من الموشحات المقفاة حول الميلاد يستعملها الرهبان في الكنيسة، وخلال القرن الثاني عشر وضع الراهب آدم من رهبنة القديس فيكتور في باريس أول أغان شعبية غير كنسيّة عن الميلاد، وبالتالي بدأت تنشأ الموسيقى الشعبية لعيد الميلاد؛ والتي ازدهرت وتطورت في فرنسا وألمانيا وبشكل عميق في إيطاليا بتأثير القديس فرنسيس الأسيزي خلال القرن الثالث عشر، إذ يٌنسب إليه عدد كبير من الأغاني الشعبية الميلادية في اللغة الإيطالية. أما أقدم ترانيم وأغاني الميلاد التي ظهرت بالإنكليزية تعود لعام 1426 على يد جون آودلاي وهو قسيس في شروبشاير كتب «ترانيم ميلادية» (بالإنجليزية القديمة: caroles Cristemas)، وهو عبارة عن كتاب يضم 25 أغنية شعبية كانت تغنى من قبل زائري المنازل خلال تبادل الهدايا عشية الميلاد. كذلك الأمر، فإن مصطلح كارول (بالإنجليزية: Carol) بات يشير خلال هذه الفترة إلى الموسيقى والترانيم الخاصة بعيد الميلاد؛ وفي عام 1570 وبطلب من البابا بيوس الخامس وضعت ترنيمة «المجد لله في العلى» (باللاتينية: Gloria in excelsis Deo نقحرة: غلوريا إن إكسيلسس ديو) على نصوص ترقى للقرن الرابع، ولا تزال من أشهر ترانيم الميلاد سيّما تلك القادمة من الروماني الكاثوليكي، والنسخة العربية منها تعرف باسم «يا رعاةً خبرونا».
بشكل عام، يعود لفترة القرون الوسطى نشوء عدد وافر من الأغاني الشعبية والترانيم الكنسيّة الشهيرة عن الميلاد مثلاً الترنيمة اللاتينية «تعال إلى جميع المؤمنين» (باللاتينية: Adeste Fidelis، نقحرة: آديستي فيديلس) ترجع كلماتها للقرن الثالث عشر، رغم أن موسيقاها الحالية وضعت في منتصف القرن الثامن عشر؛ إلى جانب آديستي فيديليس التي تعتبر من أشهر وأقدم ترانيم الميلاد فإن عددًا آخر من الأغاني الشعبية تعود لتلك المرحلة، رغم أنها ليست بالضرورة مرتبطة بالكنيسة ورجالها. بعض الترانيم رغم أنها ظهرت في فترة متأخرة من العصور الوسطى إلا أنها استعملت نصوصًا سابقة أمثال «في هذا اليوم سترقص الأرض» (باللاتينية: Personent hodie) والتي نشأت في فرنسا عام 1582 ونصوصها وموسيقاها ترقى للقرن الثالث عشر.
التأليف لعيد الميلاد، اكتسب زخمًا جديدًا مع الإصلاح البروتستانتي في ألمانيا وشمال أوروبا، على سبيل المثال قام مارتن لوثر بكتابة الترانيم الخاصة بالميلاد وشجع استخدامها في الاحتفالات الدينية والاجتماعية، وقد حفظت هذه الترانيم وانتشرت في المجتمعات العامة سيّما الريفيّة، ومكثت حتى القرن التاسع عشر حيّة في الذاكرة الأوروبية؛ كذلك فإنه يعود لفترة العصور الوسطى المتأخرة تلحين عدد من المزامير المنسوبة للنبي داود وجعلها خاصة بعيد الميلاد، وكانت لهذه المزامير المرنّمة أهمية خاصة في الولايات المتحدة. في عام 1818 ظهرت واحدة أخرى من أشهر ترانيم الميلاد هي «ليلة صامتة» (بالإنجليزية: Silent Night) وذلك من النمسا لمناسبة الاحتفال بعيد القديس نقولا عام 1818، وفي عام 1833 نشر بالإنكليزية كتاب خاص عن ترانيم عيد الميلاد القديمة والحديثة، شكل أول كتاب حديث مطبوع يحوي ترانيم وأغاني الميلاد الكلاسيكية باللغة الإنكليزية، وهو ما ساهم بإحياء الترانيم خلال العهد الفيكتوري. تزامن ذلك مع تزايد الأغاني الميلادية، أي تلك التي لا تمس البعد الديني للموضوع - بدأ انتشارها إلى جانب عدد وافر من أشهر أغاني الميلاد اليوم منذ أواسط القرن الثامن عشر، على سبيل المثال وضع هاندل سمفونية «هللويا» الشهيرة للمناسبة عام 1741، وظهرت الأغنية الشعبية «الفرح للعالم، جاء السيّد» (بالإنجليزية: Joy to the World) عام 1719 وظهرت «أجراس الأغنية» (بالإنجليزية: Jingle Bells، نقحرة: جينغل بيلز) عام 1857، وتكاثرت من بعدها طوال القرنين التاسع عشر والعشرين الأغاني الروحية والمدنيّة حول عيد الميلاد، بما فيها أغان تتبع موسيقى البوب والجاز وحتى الروك وسواها.
فيما يخص اللغة العربية، فقد وضعت ومنذ القرن الثامن عشر عدد من القصائد والأناشيد الميلادية الملحنة كقصائد للمطران عبد الله القراآلي المتوفى عام 1724، وعُرّبت أناشيد أخرى مشتقة من أناشيد سريانية، أمثال «أرسل الله» و«سبحان الكلمة» اللتين لا تزال مستعملتين بين المسيحيين العرب حتى اليوم؛ وفي عام 1992 قامت الفنانة اللبنانية فيروز بإصدار ألبوم يحوي أربعة عشر أغنية وترنيمة ميلاديّة أغلبها كلمات عربيّة لألحان عالميّة أمثال «عيد الليّل» النسخة العربية من أغنية «ليلة صامتة» (بالإنجليزية: Silent Night)، وتكاثرت بعدها هذه الأغاني خصوصًا جوقة أغابي في لبنان وجوقة الفرح في سوريا، من الألبومات العربية الأخرى لعيد الميلاد ألبوم «ملك في مذود» وألبوم «بيت لحم» وكلاهما من جوقات كنسيّة، وإلى جانب الأغاني العالمية بلغتها الأصلية أو معربة هناك أيضًا ترانيم ميلادية خاصة بالعرب أمثال «ليلة الميلاد» التي وضعها الأب اللبناني منصور لبكي و«بضيعة زغيرة منسيّة» و«ضوّي بليالي سعيدة».